# Paul McNamee
Paul McNamee (Melbourne, 12 november 1954) is een voormalig Australisch tennisser en prominent sportbestuurder. McNamee was vooral sterk in het dubbelspel waarin hij 24 titels veroverde waaronder vier grandslamtoernooien. In het enkelspel won hij 2 toernooien, in Palm Harbor (1980) en Baltimore (1982).
Als sportbestuurder speelde hij een belangrijke rol bij het opzetten van de Hopman Cup in 1988; tot 2006 bleef hij toernooidirecteur.

## Prestatietabel
| Legenda | Legenda                          |
| ------- | -------------------------------- |
| g.t.    | geen toernooi gehouden           |
| l.c.    | lagere categorie                 |
| –       | niet deelgenomen                 |
| G       | uitgeschakeld in de groepsfase   |
| 1R      | uitgeschakeld in de eerste ronde |
| 2R      | uitgeschakeld in de tweede ronde |
| 3R      | uitgeschakeld in de derde ronde  |
| 4R      | uitgeschakeld in de vierde ronde |
| KF      | uitgeschakeld in de kwartfinale  |
| HF      | uitgeschakeld in de halve finale |
| F       | de finale verloren               |
| W       | het toernooi gewonnen            |
| w-v     | winst/verlies-balans             |

### Prestatietabel grand slam, enkelspel
| Toernooi        | 1973 | 1974 | 1975 | 1976 | 1977 | 1977 | 1978 | 1979 | 1980 | 1981 | 1982 | 1983 | 1984 | 1985 | 1986 | 1987 | 1988 |
| --------------- | ---- | ---- | ---- | ---- | ---- | ---- | ---- | ---- | ---- | ---- | ---- | ---- | ---- | ---- | ---- | ---- | ---- |
| Australian Open | –    | –    | –    | 1R   | 1R   | –    | 1R   | 3R   | KF   | –    | HF   | 4R   | 1R   | –    | –    | 1R   | 3R   |
| Roland Garros   | –    | –    | –    | –    | 3R   | 3R   | 3R   | –    | 4R   | 1R   | –    | 2R   | 3R   | 3R   | 2R   | 2R   | –    |
| Wimbledon       | 1R   | –    | –    | 1R   | –    | –    | 1R   | –    | 3R   | 3R   | 4R   | 2R   | 1R   | 3R   | 3R   | 2R   | –    |
| US Open         | –    | –    | –    | –    | 1R   | 1R   | –    | 2R   | 1R   | –    | –    | 2R   | 2R   | 1R   | 2R   | 1R   | –    |

### Prestatietabel grand slam, dubbelspel
| Toernooi        | 1973 | 1974 | 1975 | 1976 | 1977 | 1977 | 1978 | 1979 | 1980 | 1981 | 1982 | 1983 | 1984 | 1985 | 1986 | 1987 |
| --------------- | ---- | ---- | ---- | ---- | ---- | ---- | ---- | ---- | ---- | ---- | ---- | ---- | ---- | ---- | ---- | ---- |
| Australian Open | –    | 2R   | 2R   | 1R   | –    | –    | 1R   | W    | F    | –    | –    | W    | 1R   | –    | –    | 2R   |
| Roland Garros   | –    | –    | –    | –    | 1R   | 1R   | 2R   | –    | 3R   | KF   | –    | 3R   | 1R   | 2R   | HF   | 1R   |
| Wimbledon       | 1R   | –    | –    | –    | –    | –    | 1R   | –    | W    | HF   | W    | KF   | F    | HF   | 3R   | 1R   |
| US Open         | –    | –    | –    | –    | 2R   | 2R   | –    | 2R   | HF   | –    | 1R   | 2R   | 1R   | 3R   | 1R   | 2R   |